# Různobrvky
Různobrvky (Xanthophyceae, někdy synonymizováno s Heterokontae, neplést však s širší skupinou Heterokonta) je třída obvykle půdních nebo sladkovodních řas příbuzná například zlativkám a rozsivkám. Známe asi 600 druhů v 90 rodech.

## Popis
Různobrvky jsou buď jednobuněčné, a pak kokální, nebo mají mnohobuněčnou stélku, která je zejména vláknitá, heterotrichální či trubicovitá. Anglické pojmenování „yellow-green algae“ (česky žlutozelené řasy) je odvozeno od jejich typické barvy, která je dána tím, že v chloroplastech chybí fukoxantin. Zásobní látkou je chrysolaminaran a oleje, tedy nikoliv škrob.
Rozmnožují se nepohlavně či pohlavně. Tvoří tedy bičíkaté zoospory nebo nepohyblivé spory, v případě pohlavního rozmnožování se jedná o oogamii.